# تسوندی
تسوندی (به لاتین: Tsundi) یک منطقهٔ مسکونی در روسیه است که در داغستان واقع شده‌است.